# Wschowa
Wschowa (německy Fraustadt) je město v Polsku v Lubušském vojvodství ve stejnojmenném okrese a městsko-vesnické gmině. Leží 18 km západně od Lešna, 22 km severovýchodně od Hlohova, 40 km východně od Zelené Hory. V roce 2021 zde žilo 13 516 obyvatel.

## Partnerská města
-  Aizkraukle, Lotyšsko
-  Deljatyn, Ukrajina